# Rosor kyssar och döden
Rosor kyssar och döden (en inglés: "Crimes of Passion: Roses, Kisses and Death") es una película sueca estrenada el 9 de octubre de 2013 dirigida por Daniel di Grado.
La película es la cuarta entrega de la franquicia de la serie de películas Crimes of Passion.
Basadas en las novelas de crimen de la autora sueca Dagmar Lange más conocida como "Maria Lang".

## Historia
En Rödbergshyttan Christer se encuentra comprometido con la hermosa Gabriella, a la que ama y cuando Eje y Puck reciben una invitación para la boda viajan a Rödbergshyttan, ahí conocen a Gabriella y a su familia; su abuelo Frederik, sus tíos Jan-Axel y Otto, Helene (la esposa de Otto) y la tía Fanny. Sin embargo las celebraciones no duran cuando el policía local Löving, llega junto con Bjorn Uddgren, para decirles que habían encontrado el cuerpo de Getrud Uddgren en la finca. 
Una noche Puck escucha a Otto y Frederik discutiendo, y a la mañana siguiente se enteran de que Frederik ha tenido un ataque al corazón, aunque Daniel Sverin, el doctor familiar lo atiende, Frederik decide reescribir su última voluntad. Esa misma noche Puck ve a alguien huir de la casa, y cuando va al cuarto de Fredrik lo encuentra muerto y a Fanny inmóvil en una silla junto a la cama, cuando va a buscar a Christer descubren que alguien había drogado a Fanny con uno de los medicamentos de Helene y que Frederik había sido envenenado.
Cuando Christer, Eje y Puck encuentran el testamento descubren que Frederik le había dejado una gran cantidad de dinero a Bjorn y Helene. Christer decide visitar a Bjorn y toma una fotografía sin que él se de cuenta, mientras se va aparece Gabriella quien se había escondido en otra habitación. Severin le dice a Christer que había salido durante un tiempo con Gertrud y que Helene era una adicta a las drogas, antes de irse Christer roba el expediente médico de Frederik.
Poco después Puck descubre a Jan-Axel teniendo relaciones con la esposa de su hermano, Helene. Mientras tanto cuando Christer va a hablar con Daniel, lo encuentra asesinado. Cuando Christer encuentran la misma pintura que estaba en el bote de Bjorn, decide visitarlo nuevamente, sin embargo Bjorn lo ataca y huye. 
Helene le revela Christer que Bella y Bjorn habían salido previamente y que mantenían un amorío a sus espaldas, Frederik los había descubierto y les había ordenado que se detuvieran, sin embargo luego de su muerte Bella y Bjorn habían retomado su aventura, lo que lo deja lo destrozado y desaparece por unas horas, cuando Puck lo encuentra lo ve lanzando el anillo de compromiso al agua. En la noche cuando Eje y Puck encuentran a Fanny, Bjorn y Bella durante una sesión, Bjorn intenta huir pero Eje y Christer logran detenerlo. Mientras son interrogados Bjorn y Bella tratan de cubrirse el uno al otro y se echan la responsabilidad por el asesinato de Frederik, sin embargo la policía pronto se da cuenta de que ninguno es el asesino. 
Cuando Wijk confronta a la familia les revela que Frederik era incapaz de tener hijos, por lo que él no había dejado a Gertrud embarazada, la familia finalmente se entera de que Otto y Gertrud estaban enamorados y él la había dejado embarazada, pensando que el escándalo sería demasiado, había hecho una cita con Daniel para que se realizara un aborto, sin embargo Gertrud nunca aparece y decide quedarse con el bebé, molesto por su decisión Otto le dispara y cuando se encuentra con su padre le cuenta lo sucedido pero Frederik sufre un ataque al corazón, mientras se recupera le dice que debe decir la verdad o él lo hará, por lo que Otto también lo asesina, también se revela que después de que Daniel le dijera a Otto sobre las preguntas de Christer, él había decidido matarlo para cubrir sus acciones. La policía arresta a Otto y lo lleva a la cárcel, mientras que Christer termina acostándose con Helene.

## Personajes

### Personajes principales
| Actor          | Personaje        | Ocupación                     |
| -------------- | ---------------- | ----------------------------- |
| Tuva Novotny   | Puck Ekstedt     | -                             |
| Linus Wahlgren | Einar "Eje" Bure | Historiador                   |
| Ola Rapace     | Christer Wijk    | Superintendente de la Policía |

### Personajes secundarios
| Actor                          | Personaje                               | Ocupación                    |
| ------------------------------ | --------------------------------------- | ---------------------------- |
| Lisa Henni                     | Gabriella "Bella"                       | ex-Prometida de Christer     |
| Andreas La Chenardière         | Björn Uddgren                           | Hijo de Gertrud              |
| Måns Westfelt                  | Fredrik                                 | Abuelo de Christer           |
| Anders Ekborg                  | Jan-Axel                                | Tío de Christer              |
| Andreas Nilsson Razmus Nyström | Otto (de joven)                         | Tío de Christer / ex-Soldado |
| Karin Bergquist                | Helene                                  | Esposa de Otto               |
| Filip Berg                     | Löving                                  | Policía Local                |
| Anita Wall                     | Fanny                                   | Clarividente                 |
| Steve Kratz Philip Hughes      | Daniel Sverin Daniel Severin (de joven) | Doctor                       |
| Alida Morberg                  | Gertrud Uddgren                         | Amante de Otto               |
| Happy Jankell                  | Sofia                                   | Mucama                       |
| Joakim Eriksson                | -                                       | Jardinero                    |

## Producción
La cuarta película fue dirigida por Daniel di Grado, escrita por Kerstin Gezelius, Alexander Onofri (en el guion) con el apoyo de Inger Scharis (en la edición del script). 
Fue producida por Renée Axö, la música estuvo nuevamente a cargo de Karl Frid y Pär Frid, mientras que la cinematografía estuvo en manos de Jan Jonaeus y la edición fue realizada por Linda Jildmalm y Thomas Täng.
Estrenada el 9 de octubre de 2013 en Suecia con una duración de 1 hora con 30 minutos.
La película contó con la compañía de producción "Pampas Produktion".
En el 2013 fue distribuida por "Svensk Filmindustri (SF)" en DVD y por "TV4 Sweden" en la televisión de Suecia y en el 2014 por "Yleisradio (YLE)" a través de la televisión y por "SF Film Finland (2014)" en Blu-ray DVD en Finlandia. 

### Emisión en otros países
| País      | Título                                                                                  | Fecha de Estreno                              |
| --------- | --------------------------------------------------------------------------------------- | --------------------------------------------- |
| España    | Crimes of Passion: Rosas, besos y muerte                                                | -                                             |
| Finlandia | Maria Lang: Ruusuja, rakkautta ja rikoksia Ruusuja, rakkautta, rikoksia (título de DVD) | 9 de abril de 2014 (estreno en DVD y Blu-ray) |